# Liste von Hauptstraßen in Portugal
Diese Liste zeigt die Hauptstraßen (IP) und die ergänzenden Straßen (IC) in Portugal auf.

## Itinerário Principal (IP)
| Kurz | Name | Verlauf                              | Länge  |
| ---- | ---- | ------------------------------------ | ------ |
| IP1  | IP1  | Valença – Castro Marim               | 734 km |
| IP2  | IP2  | Portelo – Faro                       | 564 km |
| IP3  | IP3  | Vila Verde da Raia – Figueira da Foz | 279 km |
| IP4  | IP4  | Porto – Quintanilha                  | 237 km |
| IP5  | IP5  | Aveiro – Vilar Formoso               | 204 km |
| IP6  | IP6  | Peniche – Castelo Branco             | 219 km |
| IP7  | IP7  | Lissabon – Caia                      | 225 km |
| IP8  | IP8  | Sines – Vila Verde de Ficalho        | 157 km |
| IP9  | IP9  | Viana do Castelo – Vila Real         | 161 km |

## Itinerários Complementares (IC)
| Kurz | Name | Verlauf                                   | Länge  |
| ---- | ---- | ----------------------------------------- | ------ |
| IC1  | IC1  | Valença – Guia                            | 704 km |
| IC2  | IC2  | Lissabon – Porto                          | 330 km |
| IC3  | IC3  | Setúbal – Coimbra                         | 235 km |
| IC4  | IC4  | Sines – Faro                              | 85 km  |
| IC5  | IC5  | Vila do Conde – Miranda do Douro          | 251 km |
| IC6  | IC6  | Coimbra – Covilhã                         | 29 km  |
| IC7  | IC7  | Oliveira do Hospital – Fornos de Algodres | 40 km  |
| IC8  | IC8  | Figueira da Foz – Vila Velha de Ródão     | 118 km |
| IC9  | IC9  | Nazaré – Ponte de Sôr                     | 104 km |
| IC10 | IC10 | Santarém – Montemor-o-Novo                | 11 km  |
| IC11 | IC11 | Peniche – Marateca                        | 53 km  |
| IC12 | IC12 | Mira – Mangualde                          | 94 km  |
| IC13 | IC13 | Montijo – Marvão                          | 28 km  |
| IC16 | IC16 | Lissabon – Sintra                         | 20 km  |
| IC17 | IC17 | Algés – Sacavém                           | 20 km  |
| IC18 | IC18 | Estádio Nacional – Alverca                | 35 km  |
| IC19 | IC19 | Lissabon – Sintra                         | 16 km  |
| IC20 | IC20 | Almada – Costa da Caparica                | 7 km   |
| IC21 | IC21 | Coina – Lissabon                          | 7 km   |
| IC22 | IC22 | Olival Basto – Montemor                   | 4 km   |
| IC23 | IC23 | Porto–Ring                                | 21 km  |
| IC24 | IC24 | Matosinhos – Espinho                      | 62 km  |
| IC25 | IC25 | Alfena – Lousada                          | 2 km   |
| IC26 | IC26 | Amarante – Trancoso                       | 0 km   |
| IC27 | IC27 | Castro Marim – Beja                       | 93 km  |
| IC28 | IC28 | Ponte de Lima – Lindoso                   | 45 km  |
| IC29 | IC29 | Porto – Aguiar de Sousa                   | 16 km  |
| IC30 | IC30 | Sintra – Cascais                          | 8 km   |
| IC31 | IC31 | Castelo Branco – Termas de Monfortinho    | 56 km  |
| IC32 | IC32 | Funchalinho – Montijo                     | 44 km  |
| IC33 | IC33 | Santiago do Cacém – Évora                 | 38 km  |
| IC34 | IC34 | Vila Nova de Foz Côa – Barca d’Alva       | 31 km  |
| IC35 | IC35 | Penafiel – Sever do Vouga                 | 47 km  |
| IC36 | IC36 | Marinha Grande – Leiria                   | 12 km  |
| IC37 | IC37 | Viseu – Seia                              | 31 km  |